# Handagai
Der Sum Handagai (chinesisch 罕达盖苏木, Pinyin Hǎndágài Sūmù, chandagai: mongolisch für „Elch“) liegt im Süden des Neuen Linken Bargu-Banners, das zum Verwaltungsgebiets der Stadt Hulun Buir im Autonomen Gebiet Innere Mongolei der Volksrepublik China gehört. 1957 wurde hier eine Hirten-Kooperative mit dem Namen Bayan Burd gegründet, die nach diversen Stufen der Kollektivierung (Staatsfarm, Volkskommune) und anschließender Re-Privatisierung 1984 in den Sum Nomhan Burd umgewandelt wurde. Nach der Verlegung des Verwaltungssitzes von Nomhan Burd nach Handagai wurde 2001 auch der Sum in Handagai umbenannt.
Handagai hat eine Fläche von 1.513,25 km² und grenzt im Westen auf 145 km Länge an den Staat Mongolei. Ende 2003 wurden 1.153 Einwohner, hauptsächlich Mongolen,  gezählt (Bevölkerungsdichte 0,76 Einw./km²). Die Wirtschaft wird von der Wanderviehzucht der Mongolen dominiert.
Handagai setzt sich aus vier Gaqaa („Dörfern“) zusammen:
- Gaqaa Bayan Burd (巴音布日德嘎查), über 490 km², 322 Einwohner,
- Gaqaa Nomhan Burd (诺门罕布日德嘎查), über 380 km², 302 Einwohner,
- Gaqaa Qagan Nur (查干诺尔嘎查), knapp 70 km², 232 Einwohner,
- Gaqaa Handagai (罕达盖嘎查), über 570 km², 297 Einwohner.

Nomhan Burd ist auch unter der Umschrift Nomonhan bekannt. Der Ort liegt am Fluss Chalcha, an welchem 1939 eine der größten Schlachten im japanisch-sowjetischen Grenzkonflikt zwischen der Kwantung-Armee Japans, die zu dieser Zeit Nordost-China besetzt hatte, und der Roten Armee der Sowjetunion geschlagen wurde.
Koordinaten: 47° 42′ N, 119° 8′ O